# Municipalità regionale della contea di Le Val-Saint-François
La municipalità regionale di contea di Le Val-Saint-François è una municipalità regionale di contea del Canada, localizzata nella provincia del Québec, nella regione di Estrie.
Il suo capoluogo è Richmond.

## Suddivisioni
City e Town
- Richmond
- Valcourt
- Windsor

Municipalità
- Bonsecours
- Maricourt
- Racine
- Saint-Claude
- Saint-Denis-de-Brompton
- Saint-François-Xavier-de-Brompton
- Sainte-Anne-de-la-Rochelle
- Stoke
- Ulverton
- Val-Joli

Township
- Cleveland
- Melbourne
- Valcourt

Villaggi
- Kingsbury
- Lawrenceville